# Чапанов, Али
Али Чапанов (Терская область — 7 декабря 1916) — участник Первой мировой войны, всадник Чеченского конного полка «Дикой дивизии», полный Георгиевский кавалер.

## Биография

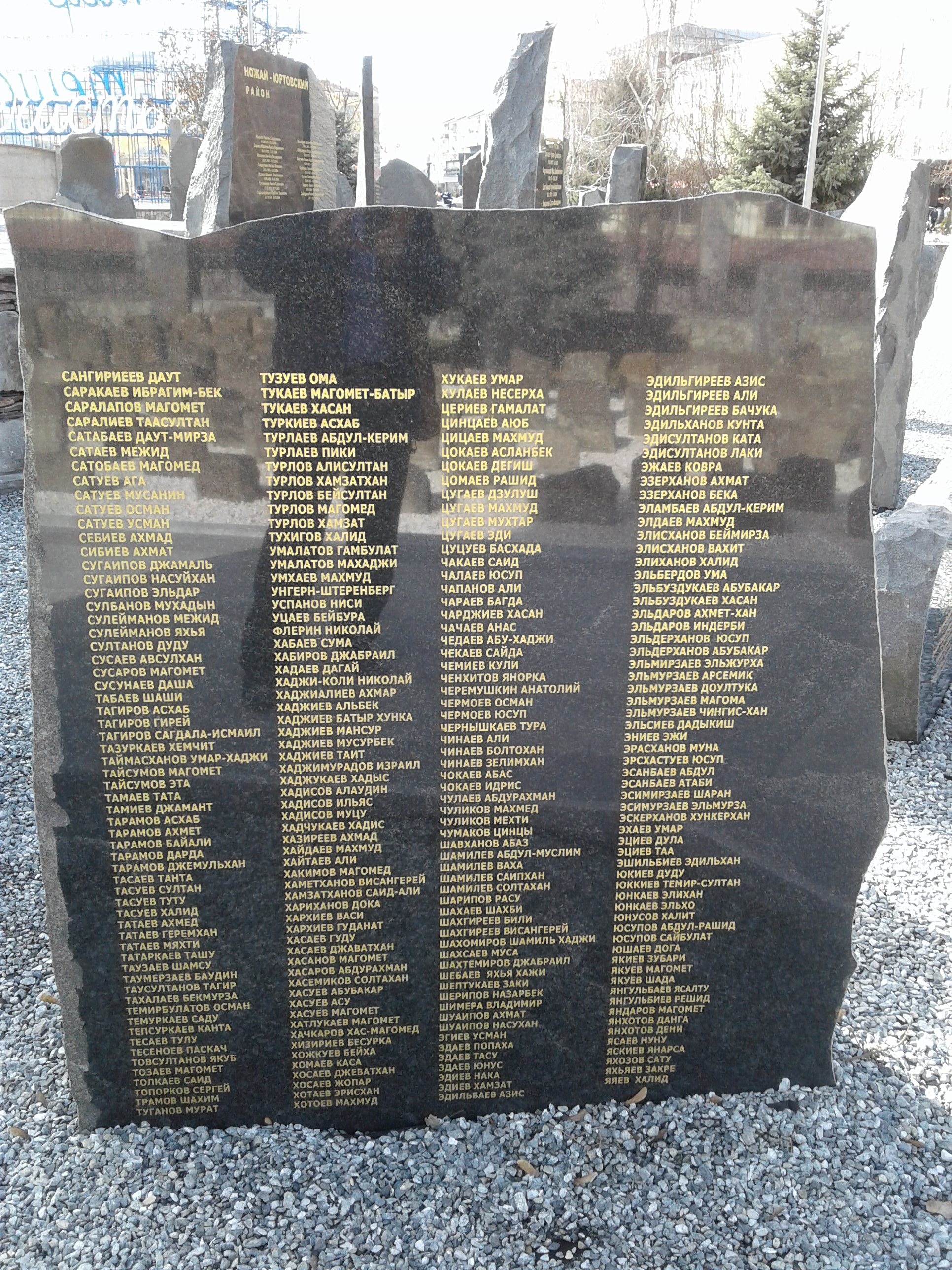
Один из камней Мемориала памяти погибших в борьбе с терроризмом, на котором высечено имя Али Чапанова.

В декабре 1914 года в составе группы добровольцев Чапанов под огнём противника ворвался в деревню в районе Шандровец, занял деревню и взял в плен 12 солдат противника. За этот подвиг он был награждён Георгиевским крестом IV степени.
В феврале 1915 года «Дикая дивизия» вела оборонительные бои к северо-западу от города Станиславова. В ходе боевых действий Исламгиреев вызвался добровольцем, чтобы совершить разведку в тылу врага. За образцовое выполнение задания он был награждён Георгиевским крестом III степени.
В ночь с 3 на 4 июля 1915 года Чапанов, будучи в разведке, заметил пост противника. Численность поста вдвое превышала число разведчиков, которых возглавлял Чапанов. Тем не менее разведчики атаковали вражеский пост и обратили его в бегство. Также разведгруппой были добыты важные сведения о противнике. Кроме того, группа обнаружила обходной манёвр противника, о котором немедленно доложила командованию. Благодаря этому были предприняты необходимые меры и противник был отброшен с большими потерями для него.
В августе того же года начальством был составлен список всадников «Дикой дивизии», удостоенных иностранных наград. В списке значится и Али Чапанов, как удостоенный французской медали.
20 сентября 1915 года за боевые отличия Али Чапанов был произведён в прапорщики.
18 сентября 1915 года Чапанов вызвался добровольцем в разведку. Им были добыты ценные сведения. При выполнении задания Чапанов был тяжело контужен. За успешное выполнение поставленной задачи 7 апреля 1916 года Чапанов был награждён Георгиевским крестом I степени.
7 декабря 1916 года в ходе боя пропал без вести.

## Память
На одном из камней Мемориала памяти погибших в борьбе с терроризмом в Грозном высечено имя Али Чапанова.